# 基督教国家农民乡村人民党
基督教国家农民乡村人民党（德語：Christlich-Nationale Bauern- und Landvolkpartei, CNBL）是魏玛德国的一个农本政党，于1928年从德国国家人民党（DNVP）分裂而来。
该组织是在1928年选举中德国国家人民党失利后崭露头角。结果，国家人民党任命了激进右翼分子阿尔弗雷德·胡根贝格为领袖，他采取了反对魏玛共和国的政策。胡根贝格的主张得到了大地主的支持，但许多与国家人民党有联系的小地主对这一转变感到震惊，他们在黑森-拿骚州土地联合会上开始组建了自己的政党。